# Боткуни
Боткуни (пол. Botkuny) — солтиство у Ґолдапському повіті Вармінсько-Мазурського воєводства. Адміністративно підпорядковане гміні Ґолдап.
Від 1975 року до адміністративно-територіальної реформи 1998 року належало до Сувалцького воєводства.